# Félix de Nola
Félix de Nola foi um presbítero do século III da Campânia, considerado santo tanto pela Igreja Católica como pela Igreja Ortodoxa, com 14 de janeiro como dia consagrado.

## Biografia
Filho de um militar sírio chamado Hérmias, sua fé cristã o levou a repartir seus bens entre os pobres e optar pelo sacerdócio. Entre os anos de 249 e 251 sofreu a perseguição de Décio, sendo encarcerado e torturado, mas escapou com sucesso da cadeia (o que tradições atribuem à ação de anjos), indo viver nos Apeninos, onde cuidou de seu bispo Máximo, adoecido e lá também refugiado. Segundo contam as lendas, sua harmonia com a natureza era tanta que as aranhas teceriam teias para impedir a entrada de soldados.
Após esta primeira perseguição, os cristãos de Nola o proclamaram bispo, mas ele recusou a ordem, para a qual se considerava menos digno que o presbítero Quinto, com sete dias a mais de experiência, que foi consagrado. Seguiu, pois, combinando o serviço pastoral e sacerdotal com seu trabalho de camponês.
Em 253, contudo, Valeriano ordenou nova perseguição. Alguns afirmam que Félix sofreu o martírio durante este período, enquanto outras versões sustêm que conseguiu sobreviver até uma idade avançada, falecendo pacificamente em 260. De qualquer forma, figurou ao longo dos séculos no Martirológio Romano.

## Veneração
Sua sepultura foi muito venerada, e objeto de peregrinação. Há relíquias suas em Roma e Benevento. Sua festa litúrgica é celebrada em 14 de janeiro e figura no Calendário Romano como confessor.